# Гаврилково (Вичугский район)
Гаврилково — деревня в Вичугском районе Ивановской области, административный центр Октябрьского сельского поселения.

## География
Расположена в 14 км на северо-запад от райцентра города Вичуги. 

## История
В XIX — первой четверти XX века деревня входила в состав Золотиловской волости Юрьевецкого уезда Костромской губернии, с 1918 года — Иваново-Вознесенской губернии.
С 1924 года деревня входила в состав Жеребчихинского сельсовета Вичугского района Ивановской области, с 1954 года — центр Гаврилковского сельсовта, с 2009 года — центр Октябрьского сельского поселения.

## Население
| 1872 | 1897 | 1907 | 2002 | 2010 |
| ---- | ---- | ---- | ---- | ---- |
| 177  | ↗234 | ↘222 | ↗350 | ↘279 |

## Инфраструктура
В селе имеются Гаврилковская основная общеобразовательная школа, детский сад, дом культуры, фельдшерско-акушерский пункт, отделение почтовой связи.